# Schaafsdorf
Schaafsdorf ist ein Ortsteil von Artern im Kyffhäuserkreis in Thüringen.

## Lage
Schaafsdorf liegt am Nordrand von Heygendorf und in der fruchtbaren Helme-Unstrutniederung östlich von Artern.

## Geschichte
1265 wurde Schaafsdorf erstmals im Urkundenbuch I 412 des Klosters Walkenried genannt.
Schaafsdorf war eine Ansiedlung, die zum Rittergut Heygendorf gehörte. Diese Zugehörigkeit endete 1830. 1923 vereinten sich beide Orte zu einer Gemeinde. Mit der Gebietsreform in der DDR kam das Dorf 1952 zum Kreis Artern im Bezirk Halle, 1994 dann zum thüringischen Kyffhäuserkreis.

## Kirchengebäude
Die Kirche des Ortes, St. Antonius, ist nach Antonius von Padua benannt. Sie wurde 1865 erbaut und aufgrund ihres Verfalls in den 1950er Jahren entwidmet. Im 21. Jahrhundert wurden Sanierungsmaßnahmen vorgenommen, das Gebäude steht seither für verschiedene Nutzungen zur Verfügung.